# Gyrus rectus

3D-Animation des Gyrus rectus (rot).

Der Gyrus rectus ist eine Windung (Gyrus) der Großhirnrinde, genauer gesagt des Frontallappens, und befindet sich in beiden Großhirn-Hälften, und zwar medial der Pars orbitalis des Gyrus frontalis inferior und lateral der Fissura longitudinalis cerebri (Längsspalte zwischen den Großhirnhemispheren).
Eine spezifische Funktion des Gyrus wurde bis jetzt noch nicht beschrieben.